# Ševaš Njive
Ševaš Njive su naseljeno mjesto u gradu Čapljini, Federacija BiH, BiH.

## Stanovništvo

### 1991.
Nacionalni sastav stanovništva 1991. godine, bio je sljedeći:
ukupno: 262
- Muslimani - 191
- Hrvati - 69
- Jugoslaveni - 2

### 2013.
Nacionalni sastav stanovništva 2013. godine, bio je sljedeći:
ukupno: 243
- Bošnjaci - 171
- Hrvati - 72